# Johan Sickinghe (1495-1572)
Doctor Johan II Sickinghe (Groningen, ca. 1495 - Groningen, 1572), hoofdeling op de Ruigewaard, heer van de Warffumborg, Huis te Beyum en het Sickinghe-Huis, was een Nederlands landedelman, politicus, drost en bestuurder. Hij was procurator van de Germaanse natie van de oude Universiteit van Orléans, ambtman der beide Oldambten en 25 jaar lang burgemeester en hoofdman van de stad Groningen. Sickinghe voerde een doctorstitel, stond bekend als een zeer geleerd man en gold als een machtige persoonlijkheid in Stad en Ommelanden. Hij was een groot voorstander van het zelfstandige en onafhankelijke Groningen. Sickinghe speelde een hoofdrol in de erkenning van het stapelrecht, de aanleg van kanalen, de stadsontwikkeling en de volkshuisvesting in de Stad. Hij was daarnaast een hervormer van het belastingstelsel van de Stad. Zo vond hij dat de belastingdruk eerlijker verdeeld moest worden, ongeacht de status waar sommigen zich destijds op beriepen. Over al deze kwesties sprak hij zeer regelmatig met Jan van Ligne, rijksgraaf van Arenberg en stadhouder van Friesland, Groningen, Drenthe en Overijssel.    
In 1555 behoorde Sickinghe tot de acht zeer vermogenden die zich ten behoeve van Stad en Lande voor 10.000 carolusgulden verbonden aan landsheer keizer Karel V. In datzelfde jaar was de 'hooggeleerde, erentfeste (grootachtbare), eerbare en vrome' dr. Johan Sickinghe een van de zes aanzienlijke heren die de Heerlijkheid Groningen vertegenwoordigden bij de troonsafstand van Karel V in het Paleis op de Koudenberg te Brussel. In het bijzijn van de Ridders in de Orde van het Guldenvlies legde hij vervolgens de eed af aan koning Filips II van Spanje, die heer van de Nederlanden werd. Filips schudde Sickinghe na het afleggen van de eed de hand; 'een bijzonderheid' voor die tijd. In 1559 werd Johan naar Gent gestuurd om aldaar aanwezig te zijn bij de vergadering van de Staten-Generaal, belegd door Filips II voor zijn vertrek naar Spanje.   
Sickinghe was als hoofdman in 1530 aanwezig bij de intocht van Maria van Oostenrijk, koningin-weduwe van Hongarije en landvoogdes van de Nederlanden te Groningen.   
Hij was vader van de jonkers Harmen, Feijo en Pieter; alle drie belangrijke figuren in de politiek van Groningen en Friesland. Hij was de grootvader van jonker Johan Sickinghe (1576-1652); zeer vermogend landedelman en bestuurder te Warffum.    

## Leven
Sickinghe, telg uit het oud adellijke geslacht Sickinghe, werd omstreeks 1500 geboren als zoon van de bekende staatsman en burgemeester Peter Sickinghe (1455-1532). Zijn moeder was Wennechien (heer)Alma, dochter van Redmer Alma. Johan was een kleinzoon van Feyo I Sickinghe, heer van de borg te Winsum. 

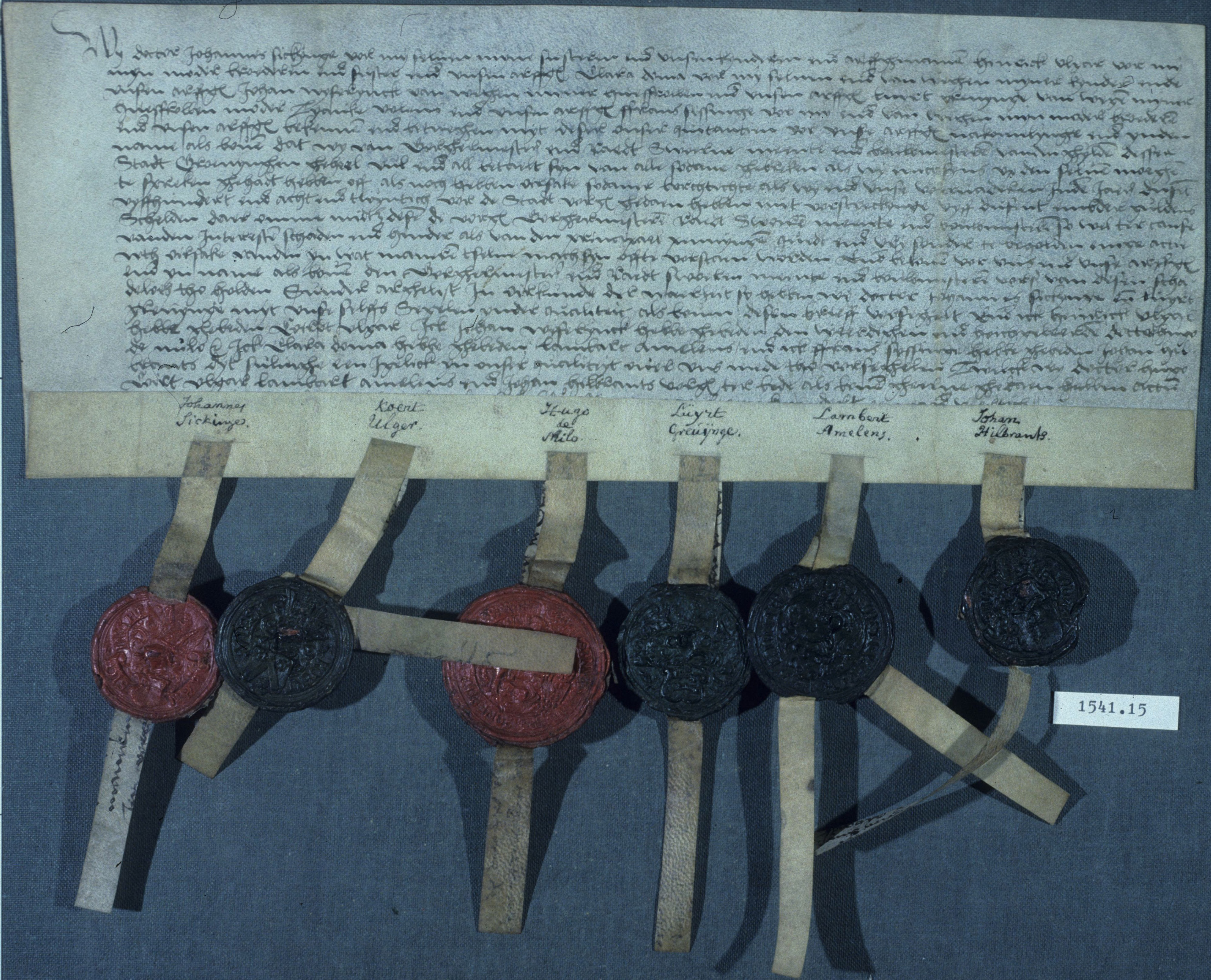
Kwitantie van dr. Johannes Sickinghe (meest linker zegel) en anderen voor de afdoening van een borgtocht ten behoeve van de stad Groningen, 15 februari 1541

Hij studeerde In 1512 aan de Universiteit van Keulen. Hier volgde hij in 1539 een aanvullend semester. Daarnaast studeerde hij aan de Universiteit van Orléans Vanaf 1523 voerde hij een doctorstitel en was hij Procurator van de Germaanse natie te Orléans.
Wegens een (financieel) conflict tussen zijn vader en het stadsbestuur van Groningen, aangewakkerd door de machtsbeluste stadhouder Jasper van Marwijck (†1555), werd Johan op 3 februari 1528 samen met twee anderen op de markt opgepakt en in een kerker vastgezet. Ze kregen drie dagen de tijd om het geld te regelen, 'off se mochten van oren hals komen'. Het bedrag werd uiteindelijk door vrienden van Johan betaald.   
In 1560 kocht hij de Warffumborg in Noord-Groningen, ten zuiden van Warffum. Deze borg werd tot 1683 door leden van het geslacht Sickinghe bewoond. In 1567 verkochten de abt, de priorin en de conventslieden te Selwerd de redgerrechten in het kerspel te Zuidwolde en te Beijum aan Dr. Johan Sickinghe. Na zijn overlijden kocht zijn weduwe in 1576 borg Ungersma en in datzelfde jaar droegen Wolter Huinge en Anna Rengers te Uithuizermeeden een aandeel in de collatie van de Catharina-prebende te Usquert aan haar over. In 1577 woonde zij te Groningen alwaar zij onderdak verleende aan de door de stad Groningen gevangen genomen zoons Harmen en Feijo.  
Sickinghe was heer naast heer van de Warffumborg te Warffum, ook heer van het Huis te Beyum te Zuidwolde en het Sickinghe-Huis op de zuidwestelijke hoek van het Zuiderdiep en de Herestraat. 

## Als procurator van de Germaanse natie te Orléans

Het wapen van de Universiteit van Orléans

Na zijn tijd aan de de Universiteit van Keulen studeerde Sickinghe aan de Universiteit van Orléans. De universiteit werd in 1306 opgericht door Paus Clemens V, gold als de vierde Franse Universiteit en was gespecialiseerd in het onderwijzen van Romeins recht. Sickinghe studeerde civiel recht (ius civile) en canoniek recht (ius canonicum) en behaalde in 1523 de graad (utriusque iuris) – doctor in de beide rechten. Na het behalen van deze graad werd Sickinghe in datzelfde jaar procurator der Germaanse natio (natie) aan de Universiteit van Orléans. 
In de middeleeuwen waren studenten aan Europese universiteiten georganiseerd in “naties” (nationen). Deze waren geen landen in moderne zin, maar groepen op basis van taal en herkomst. De Universiteit van Orléans kende tot 1538 tien verschillende naties: Frankrijk, Lotharingen, Germanië (of Duitsland), Bourgondië, Champagne, Normandië, Picardië, Touraine, Schotland en Aquitanië. De Germaanse natie was de bekendste en bood sociale en juridische bescherming aan haar leden; afkomstig uit het gehele Heilige Roomse Rijk. De sterke reputatie van de Universiteit van Orléans op het gebied van recht trok veel studenten uit deze regio aan. De studenten genoten vele privileges dankzij de goede politieke relaties tussen het Franse Koninkrijk en de vorstendommen van het Heilige Roomse Rijk. 
Aan het hoofd van de Germaanse natie stond een procurator. Deze was belast met het bestuur van de natie en onder meer ook met het afnemen van de eed en de inschrijving van de nieuwelingen. Hij vertegenwoordigde de natie bij het universiteitsbestuur, de rector magnificus en conflicten met lokale autoriteiten (bijv. huurgeschillen, rechtszaken). Hij leidde vergaderingen, was het juridisch aanspreekpunt en tekende documenten en rekeningen. De functie werd vaak toegekend aan de beste studenten en gold als een opstap naar bestuurlijke of diplomatieke carrières. Tussen 1444 en 1546 registreerden de procuratoren van de Germaanse natie 1.265 studenten in hun rapporten.

## Als landedelman

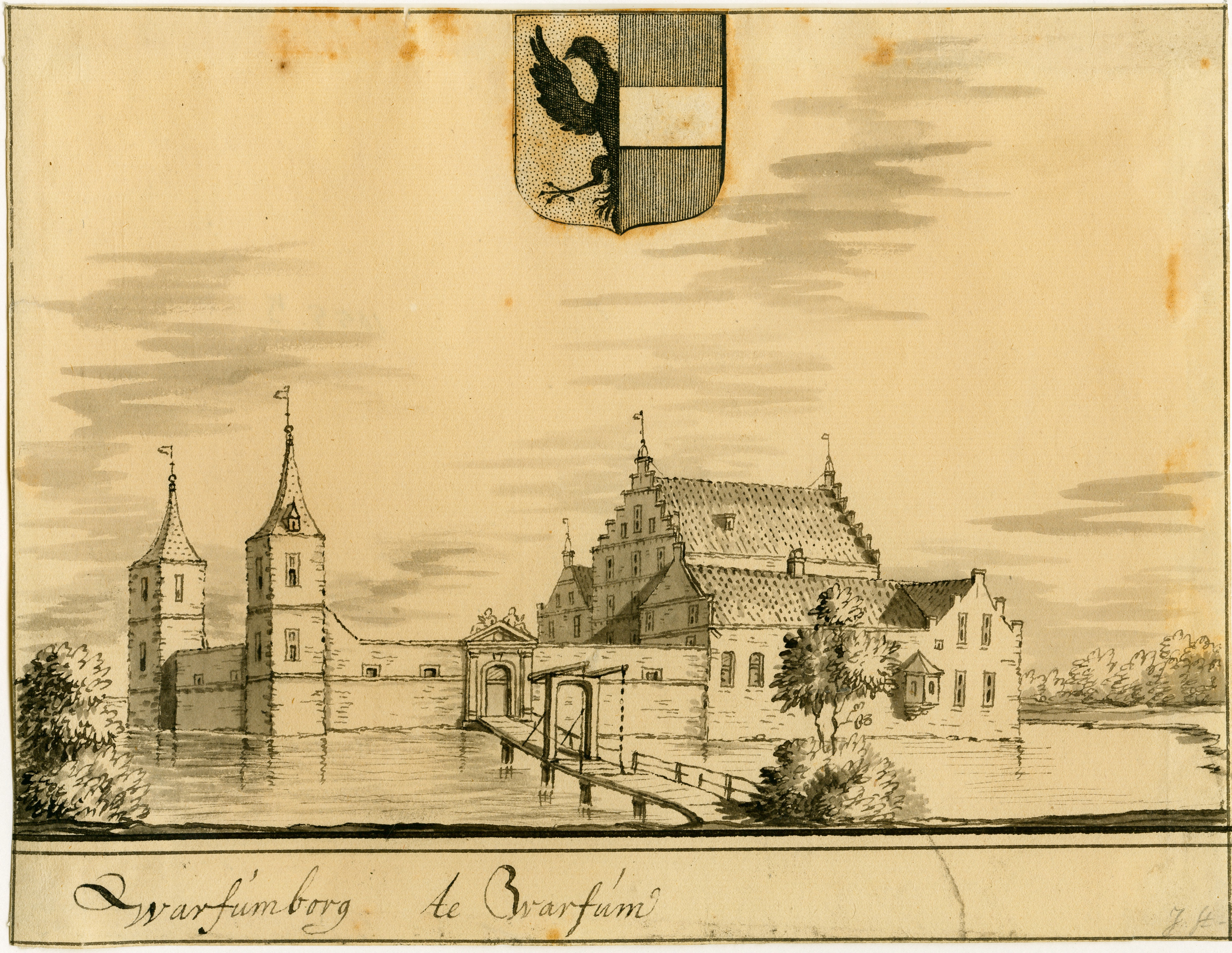
De Warffumborg of Sickinghe-borg met het wapen van de familie Sickinghe

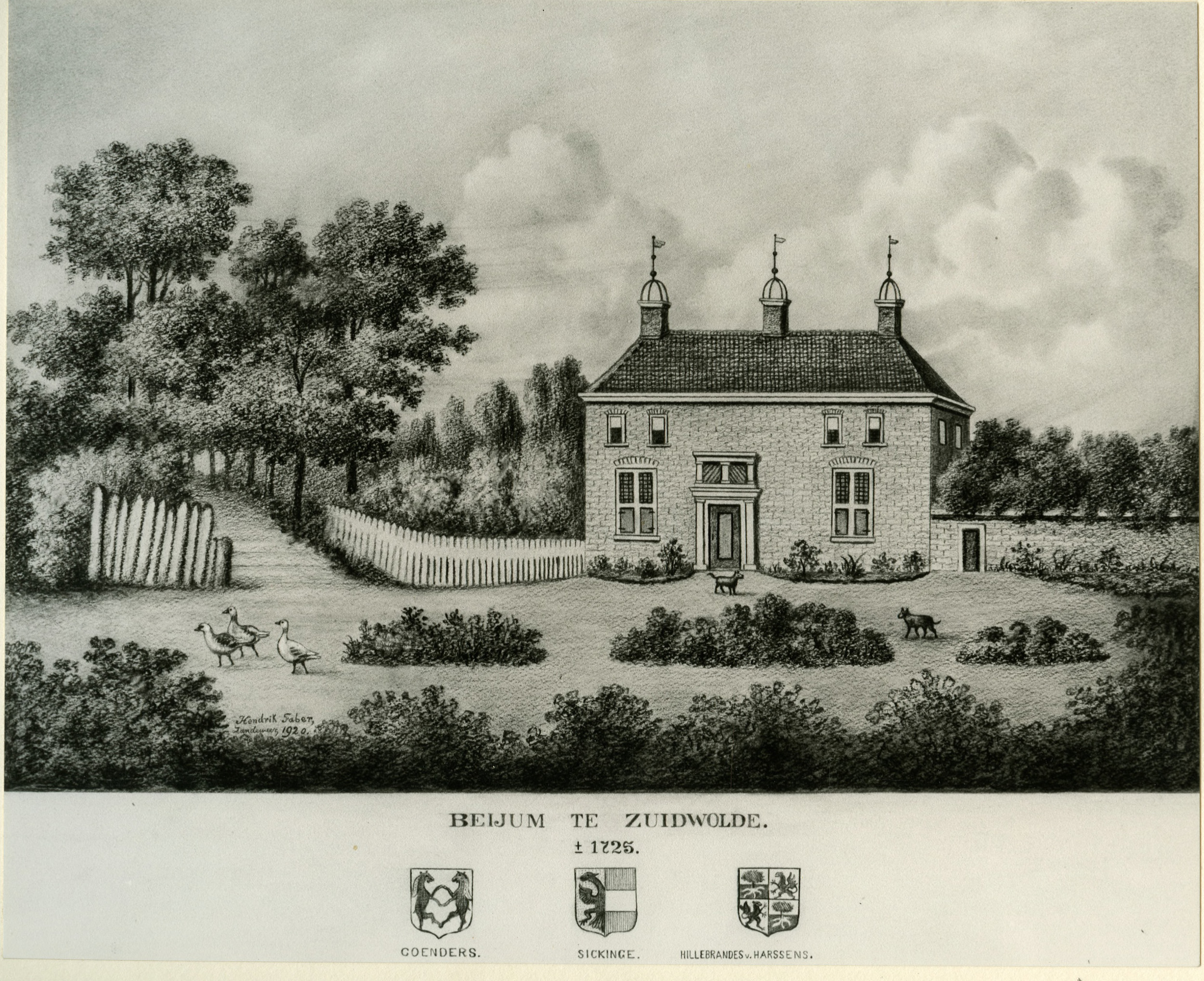
(Huis te) Beyum of Sickinghe met het wapen van Sickinghe (midden)

Sickinghe was een vermogend man en bezat goederen en rechten te Warffum, Zuidwolde en Tinallinge. Omstreeks 1560 werd de voormalige commanderij van Goldhoorn verkocht en niet lang daarna kwamen de landerijen van Finsterwolde in het bezit van Johan. Hij bezat hier onder andere een of twee tichelwerken. De grootste hiervan stond buitendijks en heeft tot omstreeks 1700 bestaan. In 1550 verwerven Johan en zijn vrouw door ruil met Tako Aykema en zijn vrouw Anna een heerd te Engelum onder Oldehove met onder meer een stem in de collatie van pastorie en vicarie aldaar. Johan en Anna verkregen aldus een akte uit de 16e eeuw een heerd land te Engelum met 'alle gebouwvan husynghekleen ende groet', grachten, geboomten, 'myt dye langhetafell endekaste int zaell', poorten en brug, gerechtigheden, 'groeveendestoelte' in de kerk en op het kerkhof en meer. Johan trad meermaals op bij financiële transacties van de overheid; zo behoorde hij in 1555 tot de acht zeer vermogenden die zich ten behoeve van Stad en Lande voor 10.000 Carolus gulden verbonden aan landsheer keizer Karel V. Naast Sickinghe waren dat de abten van Aduard, Rottum, Thesinge, Selwerd, Wittewierum en Oldenklooster in de Marne en de hoofdeling Johan van Ewsum; telg uit het jonkers geslacht (Van) Ewsum.
Omstreeks 1556 kwam hij voor onder de rechthebbenden in de kluft Engelum en bezat hij de grietenij (gemeente) op Bennema. In datzelfde jaar sloot Johan een overeenkomst met het kerspel Oostwold om gezamenlijk de monding van de Oude Ae af te dammen met een dijkje van ruim een meter hoog. 
Op 2 juni 1567 kocht hij de redgerrechten die het klooster Selwerd in Zuidwolde en Beijum bezat. Hij was pachter van een gedeelte van de wal naast de binnenste Herepoort en woonde in het Sickinghehuis aan de Herestraat in het centrum van de stad Groningen. 
In een ongedateerd stuk wordt melding gemaakt van een geschil over de Catharinaprebende tussen dr. Johan Sickinghe en Sebastiaan Wabbens te Appingedam.

## Als ambtman (drost) der beide Oldambten
Sinds zeker de 13e eeuw lag de rechtspraak veelal in handen van grondbezitters. Het hoofdelingengeslacht Gockinga had in de 15e eeuw een sterke positie in de regio verworven en was bijna uitsluitend betrokken bij het spreken van recht. Toen Eppo Gockinga in 1444 overleed zag de stad Groningen haar kans schoon om de rechterlijke macht meer naar zich toe te trekken. De weduwe van Eppo werd door soldaten van de Stad verjaagd en de Drostenborg, het hoofdkwartier van het geslacht alwaar vele eeuwen recht door hen werd gesproken, kwam in handen van de Stad. 

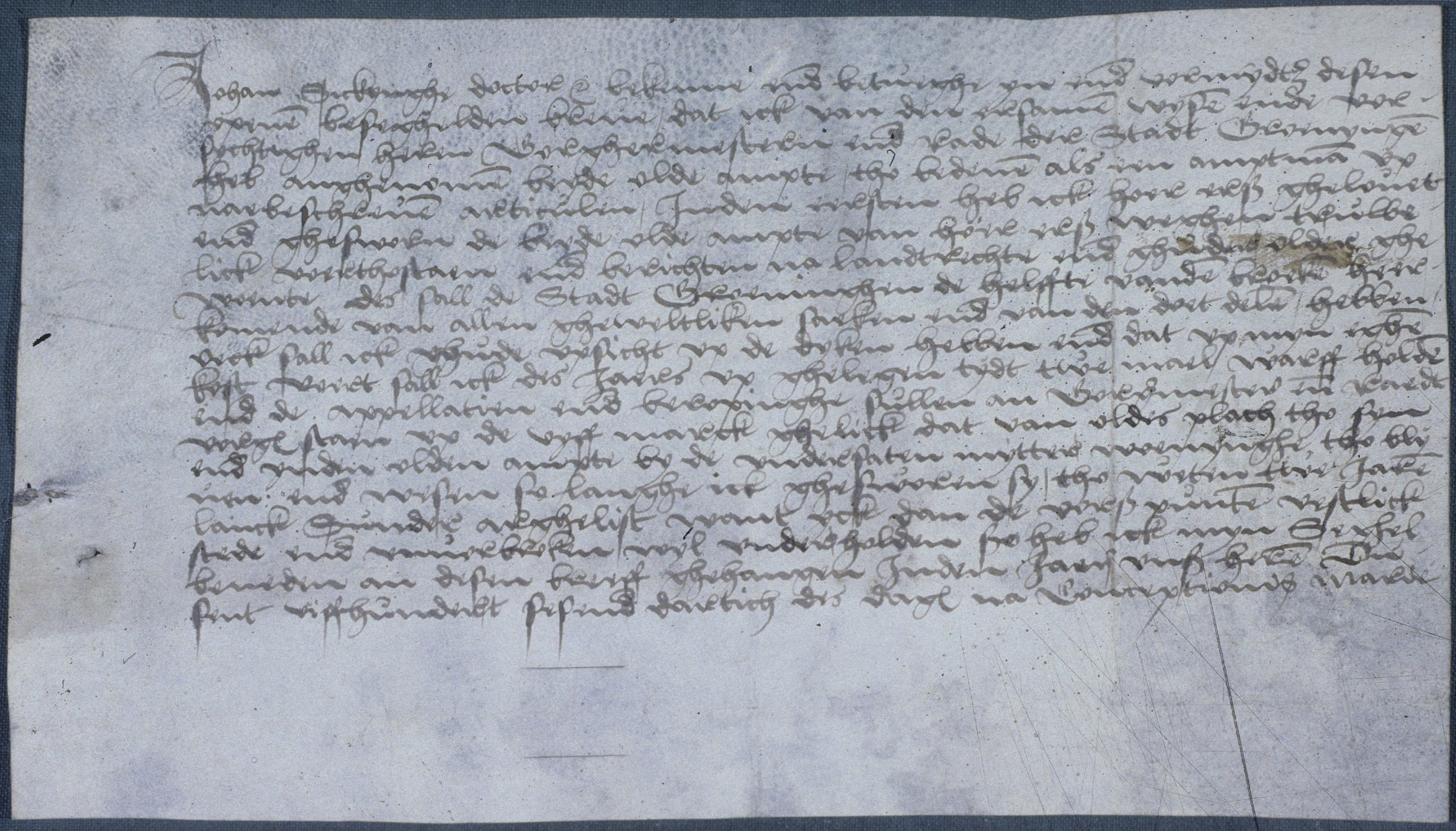
Renversaal van dr. Johan Sickinghe als ambtman (drost) der beide Oldambten, 9 december 1536

De Stad zag na alle conflicten die in het begin van de 16e eeuw hadden plaatsgevonden kans om haar macht in de Ommelanden uit te breiden. Nadat de troepen van de hertog Karel van Gelre in de zomer van 1536 door Bourgondische troepen uit de regio waren verdreven, kwam het Oldambt weer in handen van de stad. De stad zond Doctor Johan Sickinge, zoon van de burgemeester van Groningen Peter Sickinghe, richting de regio. Hij werd aangesteld als ambtman van de beide Oldambten en kreeg de taak om het recht naar de oude landrechten en gewoonten te bedienen. Hij moest het Oterdumerzijlvest met alle dijken besturen zoals de vroegere kasteleins dat altijd hadden gedaan. Als rechter kreeg hij de helft van de breuken, de andere helft ging naar de Stad. De boeren en plaatselijke rechters moesten het uiteindelijk veelal afleggen tegen Sickinghe, hij was tenslotte een gestudeerd man met de macht van de Stad achter zich.

## Als burgemeester en hoofdman van Groningen
In 1539 werd Sickinghe burgemeester van de stad Groningen en tussen dat jaar en 1564 trad hij uiteindelijk beurtelings op als hoofdman en burgemeester van de stad. Zo was hij in de jaren 1542-1543, 1546-1547, 1550-1551, 1554-1555, 1558-1559 en van 1562 tot 1563 burgemeester van de stad. Hij was hoofdman in de jaren 1540-1541, 1544-1545, 1548-1549, 1552-1553, 1556, 1560-1561 en 1564.  

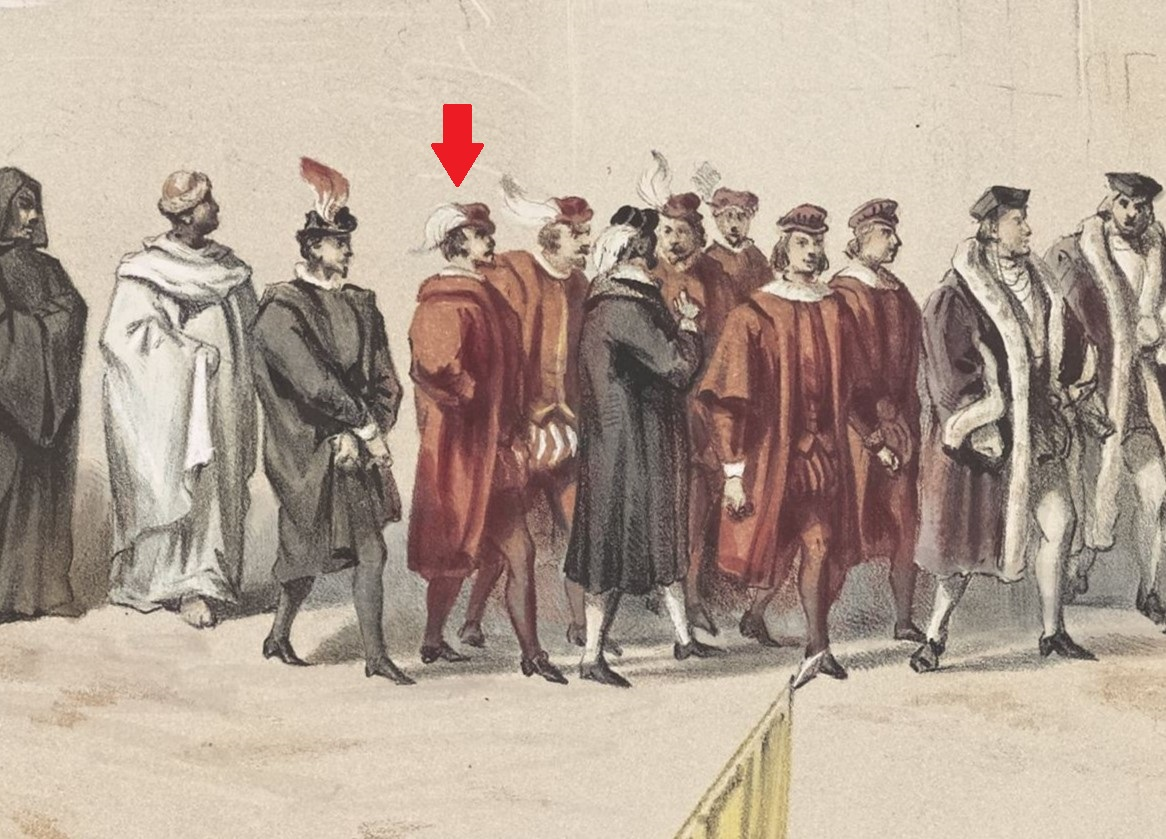
Gekostumeerde optocht voorstellende de intocht van Maria van Hongarije in Groningen op 20 juni 1545. Johan Sickinga (rode pijl) als hoofdman.

In 1530 werd Maria van Oostenrijk (1505-1558), koningin-weduwe van Hongarije door haar broer keizer Karel V aangesteld als landvoogdes van de Nederlanden. Op 20 juni 1545 kwam koningin Maria de Herepoort van Groningen binnen met een groot gevolg. Willem van Oranje (1533-1584) vergezelde haar als page en Johan Sickinga (Sickinghe) liep mee als Hoofdman van Groningen. De burgemeesters en de twaalf raadsheren traden haar tegemoet en boden haar op een kussen een sleutel van de stad aan.
In 1550 is speelt Johan een hoofdrol in de geschillen tussen Emden en de stad Groningen over het gebruik van de Scholbalg. Sickinghe stuurt een gezantschap bestaande uit de raadsheren Albert Coenders en Micheal Eelts en syndicus dr. Herman Abbring naar het Hof te Brussel inzake de Emder voorbijvaart, het leggen van zeetonnen in de Scholbalg en de kwestie-Cornelis van Leiden. Op 18 april 1551 ontvangt de Groningse stadsschrijver Johannes Voghet een brief van de rijke Oostfriese burgemeester en drost van Emden, Johan Braemsche, met daarin het verzoek navraag te doen naar een mogelijke verandering in het standpunt van burgemeester dr. Johan Sickinghe in de zaak van de Emder voorbijvaart.
Volgens een akte uit 15 september 1553 verklaart Geert Hartgers ten overstaan van Johan Sickinge, hoofdman van Stad en Ommelanden van Groningen, dat burgemeesters en raad van Groningen hem toegestaan hebben om buiten de Poelepoort een afwatering onder de straat door aan te leggen en te onderhouden ten behoeve van zijn 26 kamers, en dat hij daarmee de stad ontslaat van alle aanspraken die hij op haar mocht hebben vanwege het afgraven van zijn land buiten de Poelepoort.
Op maandag 28 mei 1554 werd Sickinghe samen met drost Albert Rolteman en enkele anderen richting de Kerk van Finsterwolde gestuurd om deze af te laten breken. Ze kregen de opdracht om volgens eigen oordeel en naar eigen inzicht ter plaatse een nieuwe kerk op te laten bouwen. Uiteindelijk werd besloten om de kerk met behulp van steunbalken overeind te houden. In 1586/1587 werd het kerkgebouw herbouwd.
 

In 1555 was de magistraat van Groningen druk bezig met de aanleg van een rondeel nabij de Heerepoort. Burgemeester Johan Sickinghe liet speciaal voor dit project een model "van grauwe steen gemaket" van de rondeel van Antwerpen overkomen.

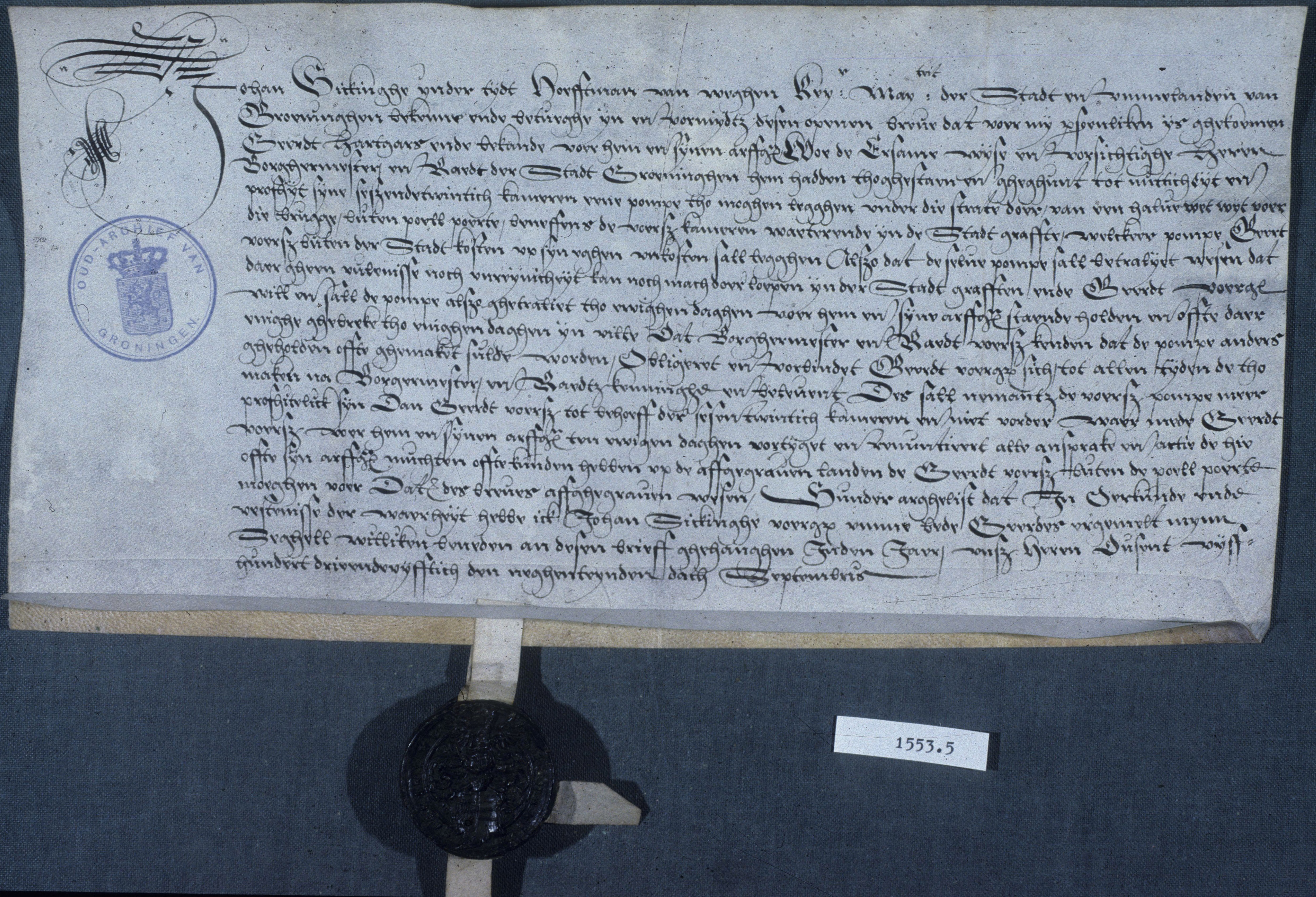
Johan Sickinghe en zijn zegel op de akte van Geert Hartgers, 19 september 1553

Dr. Johan Sickinghe was een invloedrijk regent en maakte meermaals deel uit van de gezantschappen naar de stadhouder en de centrale regering te Brussel. Zo werd hij in 1551 gezonden naar de stadhouder graaf van Arenberg Jan van Ligne (1525-1568). Sickinghe was in 1555 vertegenwoordiger van Stad en Lande bij de machtsoverdracht van keizer Karel V (1500-1558), voor die tijd een zeer ongewone en opzienbarende daad. In 1559 werd hij samen met Edzard Rengers (1498-1580) naar Gent gestuurd. Voor de reis ontvingen Sickinghe en Rengers een vergoeding van 400 daalders. Zij waren in Gent aanwezig bij de vergadering der Algemene Staten, belegd door Filips II van Spanje (1527-1598) vóór zijn vertrek naar Spanje.   

### Hervorming van het belastingstelsel
Op 16 oktober 1554 werd te Groningen een landdag gehouden. Deze landdag was een vergadering van de bestuurders van Stad en Lande. Ter tafel kwam de situatie over de jaarlijkse belastingen. Het eerdere besluit dat de belastingdruk gelijkmatig moest worden verdeeld was niet goed gevallen bij de luitenant. Hij was ontevreden dat het besluit zonder zijn medeweten genomen was. 
Sickinghe had de kwestie van de wanorde in de inning der belastingen naar voren gebracht. Hij wees erop dat de schulden elke dag groter werden omdat steeds meer personen vonden dat zij geen belasting hoefde te betalen. Deze personen beriepen zich op het zijn van hoofdeling en beschouwden zichzelf als dermate belangrijk dat zij vrijgesteld zouden zijn van het betalen van belastingen. Sickinghe stelde voor om een commissie van afgevaardigden samen te stellen. Deze commissie moest de situatie grondig onderzoeken en tekorten aanpakken. Uitgangspunt moest zijn dat de belasting gelijkmatig verdeeld moest worden, net als 'gras dat gelijk groeit'. De lasten moesten volgens Sickinghe eerlijk worden verdeeld, ongeacht de status van sommigen. Hij verzocht dat de huidige afgevaardigden de taak op zich zouden nemen omdat zij de meeste ervaring hadden. De vergadering ging akkoord met Sickinghes voorstel en droeg de gedeputeerden op spoedig een nieuwe regeling voor te bereiden. De gekozen gedeputeerden waren: Doctor Johan Sickinghe zelf, de abt van Selwerd, Geert Lewe, Focko Ripperda, Hiddo Gensma, Edzard Rengers, Johan van Ewsum, Wigbolt van Ewsum, Coppen Jarges, burgemeester Johan van Lellens en Allert Gaykema.
Op de landdag van 23 juli 1555 werd besloten dat de jaarlijkse heffingen (belasting) voor een periode van vier jaar door alle standen (geestelijkheid, wereldlijke standen, edelen en niet-edelen) betaald zou worden. De gedeputeerden, waaronder Sickinghe, kregen als opdracht om gebieden die eerder niet binnen de belastingheffing vielen, ook onder de belasting te brengen. Op basis van vele factoren (zoals grootte en kwaliteit van de grond) werd bepaald hoeveel boeren en eigenaren aan jaarlijkse belasting moesten afdragen. De algemene opdracht van de gedeputeerden was dan ook om, met 'volledige macht en autoriteit van de stad en het omliggende gebied', redelijke en passelijk regelingen te vinden. Met als doel dat deze op een eerlijke manier door iedereen in het land werd opgebracht en betaald. De gedeputeerden van de stad moesten hierbij samenwerken met de gedeputeerden van de omliggende gebieden. Op 1 augustus 1555 werd Sickinghe opnieuw benoemd als afgevaardigde die toezicht moest houden op de eerlijke verdeling van belastingen. Ditmaal werd er vergaderd met de eigenaren van de stadstafel (het gebied rondom de stad) en het hemrik (landbouwgebied). De burgers en geestelijken hadden al eerder ingestemd met de herzieningen, en ook deze landeigenaren gingen uiteindelijk akkoord.

### Bij de troonsafstand van Karel V

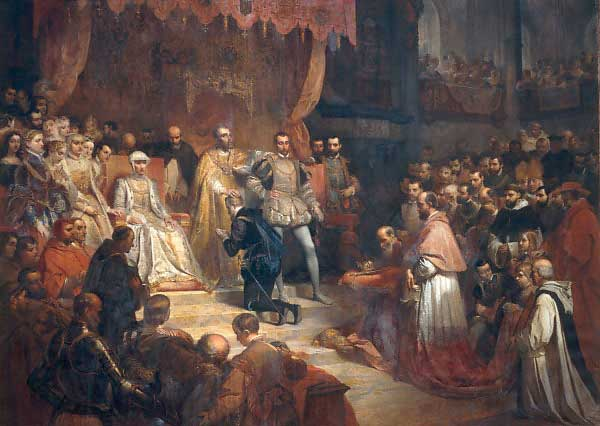
De troonsafstand van Keizer Karel V te Brussel, 25 oktober 1555

Op vrijdag 18 oktober 1555 vertrok vanuit de Heerlijkheid Groningen een zestal aanzienlijke heren met een gevolg van 16 dienaren richting Brussel om getuige te zijn van de machtsoverdracht van Karel V aan Philips II. Als gedeputeerden waren door Stad en Ommelanden uitgekozen; 'de hooggeleerde, erntfeste, erbaren ende vrommen' burgemeester dr. Johan Sickinghe, de raadsheer Sasscher van Heringa, de jonker Johan van Ewsum, Aepke Onsta, Coppen Jarges en Egbert Altinck als secretaris. De Groninger gezanten hadden de secretaris Altinck vanuit Antwerpen vooruit gestuurd om te zorgen voor alle nodige faciliteiten. Hotels waren voor die tijd nog ongewoon dus werd een huis aan de oosterzijde van de Grote Markt geregeld. Wigle van Aytta, President van de Raad (en destijds bevriend met jonker mr. Idzard van Sickingha), werd op de hoogte gesteld van de komst van de afgevaardigden. Deze was verheugd en kort daarop werd ook ook de stadhouder van Aremberg in kennis gesteld.  
De reis duurde uiteindelijk 7 dagen en op donderdag 24 oktober kwam het gezelschap 's-avonds laat in Brussel aan. De volgende ochtend vertrokken zij om 7 uur voor een bezoek aan de stadhouder. Deze heette hen welkom en bood aan, 'hun in alles veel mogelijk van dienst te zijn'. Rond 3 uur 's-middags arriveerde het gezelschap bij het Paleis op de Koudenberg. Hier werden zij door de kapel heen naar de grote zaal, de Aula Magna, begeleid. Keizer Karel V zat tijdens de ceremonie onder een troonhemel tegenover de afgevaardigden. Na de ceremonie waren de gezanten uit Groningen 's-avonds welkom bij de stadhouder Aremberg.  

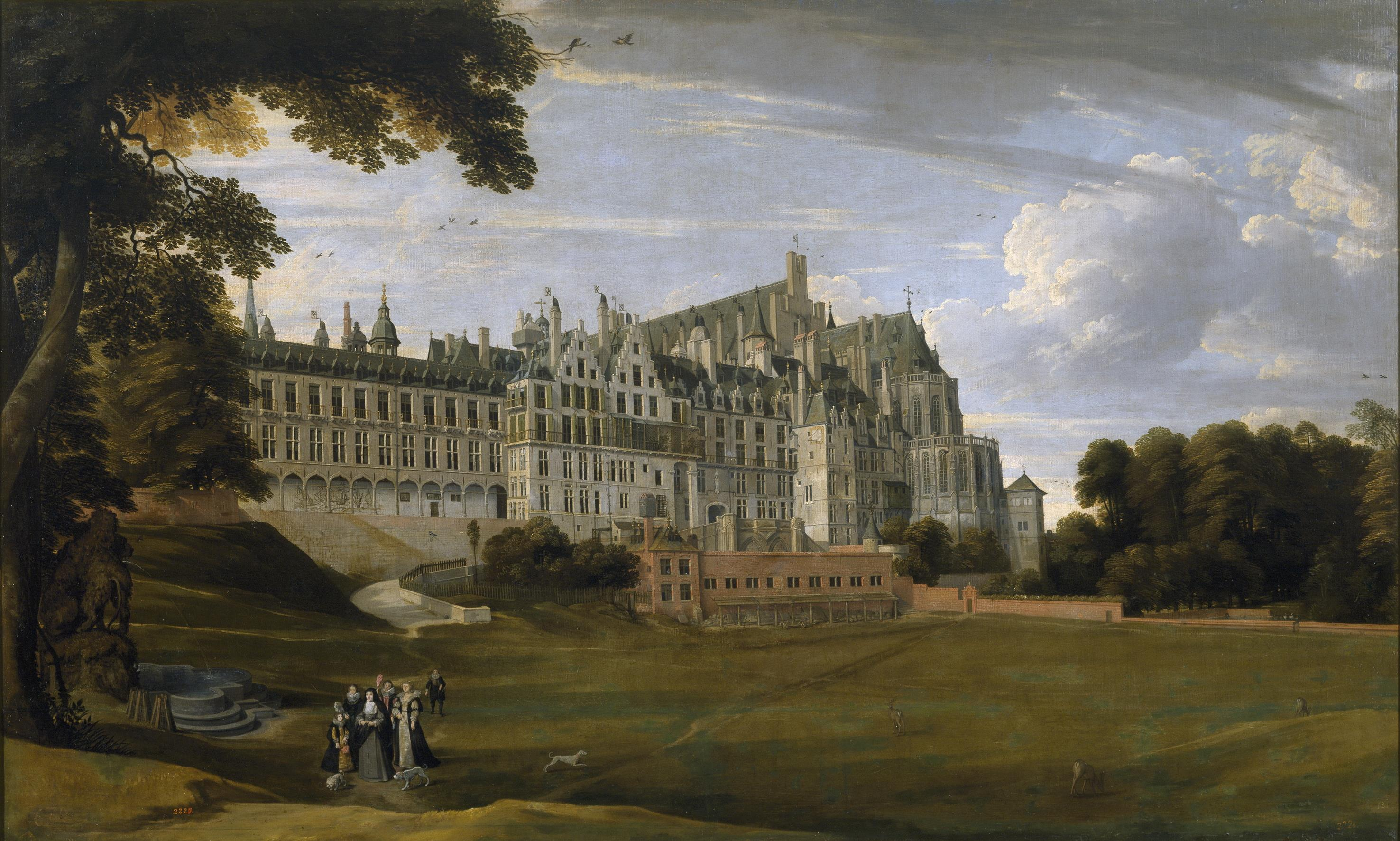
Een schilderij van het Paleis op de Koudenberg, circa 1627

De volgende dag gingen de heren, waaronder Johan Sickinghe, wederom naar het paleis om hier een eed te ontvangen en af te leggen aan koning Filips II van Spanje. Dit geschiedde in het bijzijn van de Ridders in de Orde van het Guldenvlies, de stadhouder Aremberg nam het woord namens de Groningers en West-Friezen. De Keizer schudde alle gedeputeerden de hand, een bijzonderheid. De volgende ochtend spraken de afgevaardigden, waaronder Sickinghe, met de stadhouder over enkele lopende kwesties in Groningen. Zo spraken zij met hem over het stapelrecht en het proces tussen Groningen en de Dam. Ook ging men langs bij de president om te spreken over de Scholbalch, het vaarwater tussen Ameland en Schiermonnikoog en daarnaast nog enkele andere punten van (kleiner) belang. Na de kopieën van de eed te hebben ontvangen begon het gezelschap op 2 november aan haar terugreis richting Groningen. 

### Als verdediger van de zelfstandigheid van Groningen
Groningen had, op de hertog Karel van Gelre na, tot 1520 nooit een landheer gekend. Het had haar bestuur en justitie al die tijd op eigen manier georganiseerd en was niet voornemens hier van af te wijken. Om bestuurlijke verandering te voorkomen, en zo haar eigen lot te blijven bepalen, nam de stad in 1536 keizer Karel V aan als landheer. Haar onafhankelijke rechtspraak bleef door dit besluit zoveel mogelijk in stand. Het was Maarten van Naarden, een Hollander, die richting Groningen werd gestuurd als luitenant-stadhouder van het gewest. Hij was eerder president van het Hof van Utrecht geweest en werd vanaf 1 september 1541 door Karel V aangesteld vertegenwoordiger van het Keizerlijke gezag in Stad en Lande. Hij werd benoemd tot luitenant en voorzitter van de Hoofdmannenkamer. Het was zijn taak om Stad en Lande te doen kennismaken met de bestuursvorm van de 'nieuwe' Nederlandse vorstenstaat. Geen stad ten oosten van Utrecht was destijds echter zo machtig als Groningen en de stad werd zeer autonoom bestuurd. De burgemeesters, waaronder Sickinghe, hadden een veel grotere 'beleidsvrijheid' dan hun collega's in het Westen.  

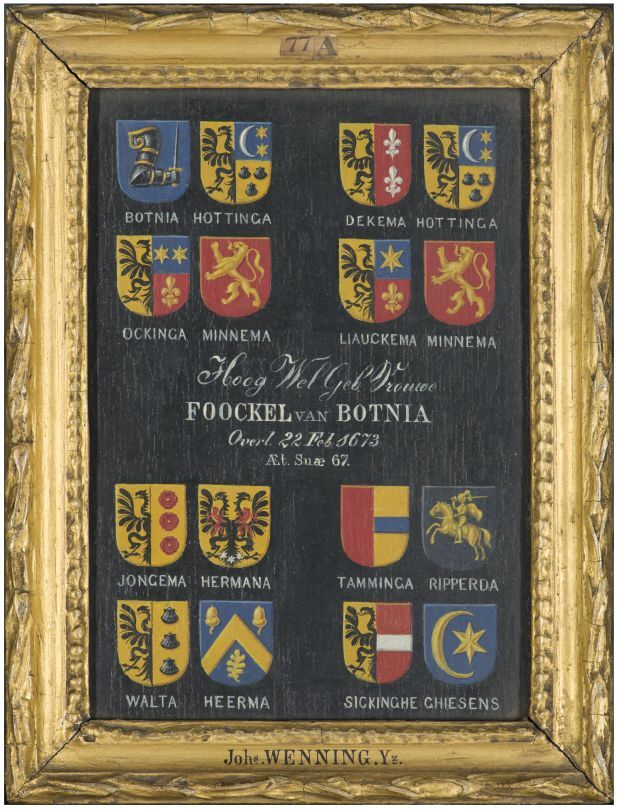
Het kwartierbord van Foockel van Botnia (1673) met rechtsonder de wapens van Johan en zijn vrouw Anna (Chiesens)

Groningen verdedigde haar zelfstandige positie fel. Sickinghe werd in 1555 samen met jonker Wigbold van Ewsum en het raadslid Sasscher van Heringha naar Antwerpen gezonden. Hier bepleitte zei de zaak van Stad en Lande bij de centrale regering. Keizer Karel V, landsvoogdes Maria van Hongarije en hun belangrijkste raadsheren verbleven op dat moment in de stad en het drietal kwam in gesprek met Viglius van Aytta, president van de Geheime Raad. Ze kregen van hem de verzekering dat Stad en Lande zich niet zorgen hoefde te maken over hun privileges en oude gewoonten.  
Toen Van Naarden echter in 1556 weigerde een landdag uit te schreven, liepen de spanningen tussen hem en de gedeputeerden van Stad en Lande hoog op. Een lijst van zeven beschuldigingen richting Van Naarden werd door de gedeputeerden opgesteld. Hij werd ervan beschuldigd 'het Utrechtse regeringsmodel in Stad en Lande in te voeren'. De gedeputeerden wisten na veel werk, waaronder het overhalen van de Groningse secretaris van Van Naarden, te bewerkstelligen dat een nieuwe landdag werd uitgeschreven. De bestuurlijke elite van Groningen was vooral gevallen over het feit dat Van Naarden een verordening had afgekondigd tegen de 'nalatige rechters'. Om deze en enkele andere redenen wilde zij Van Naarden op de landdag aan de tand voelen. Van Naarden weigerde in eerste instantie te verschijnen maar moest uiteindelijk toch toegeven; hij ging. Op de landdag bleek dat hij ook beschuldigd werd van het, zonder goedkeuring van de landdag, aankondigen van de algemene plakkaten (Bloedplakkaat) in Stad en Lande en het niet organiseren van een landdag. Van Naarden stond geen makkelijke vergadering te wachten.  
Toen van Naarden zijn verordening richting de 'nalatige rechters' probeerde te verdedigen, ging het mis. Hij verklaarde dat hij dit had gedaan omdat de bepalingen in de plakkaten van 1535-1536 geen mogelijkheid gaven tot straffen. Burgemeester Sickinghe nam het woord en gaf aan dat er in de plakkaten weliswaar niks stond over het bestraffen maar dat het landrecht een soortgelijke bepaling al wel kende. Nalatige rechters konden volgens dat recht dus allang bestraft worden en Van Naardens argument kwam hiermee volledig te vervallen.  
De onenigheid tussen van Naarden en de gedeputeerden kwam tot een hoogtepunt toen de discussie zich verplaatste naar de kwestie over de, niet aan de landdag voorgehouden maar toch doorgevoerde, plakkaten. Toen Van Naarden zelf het woord nam en op grievende en spottende toon vroeg welke bewijzen de heren van Stad en Lande hadden voor hun oude tradities en gewoonten, en aangaf dat hij er in ieder geval niks van afwist, had hij de volledige vergadering tegen zich in het harnas gejaagd. Sickinghe pakte hem onder luide bijval van de vergadering meedogenloos aan. Hij zei tot Van Naarden: 
Met uw onwetendheid hebben Stad en Lande niets te maken. U bent een vreemdeling die nog maar dertien of veertien jaar geleden hierheen is gekomen. U hebt steeds alle beloften van de keizer en de koning verdraaid naar uw eigen inzichten en daarmee tweedracht gesticht en ergernis gewekt. U wilt vaak niet eens weten wat u voor een goede uitvoering van uw taken juist wel zou moeten weten. Wij, bestuurders van Stad en Lande, die hier geboren zijn en uit families stammen die van generatie op generatie hier gewoond hebben en altijd samen dit gebied hebben bestuurd, wij hebben die kennis van zaken wel en moeten die ook hebben. Wij hebben niets te maken met uw arrogante en eigengereide praatjes.
Dit bleek het politieke doodvonnis voor Van Naarden en gaf de gevoelens richting hem goed weer. Hij ging uit schrik in de meeste punten mee en kwam na de landdag politiek buitenspel te staan. Toen Stadhouder Van Aremberg Groningen enige tijd later visiteerde kreeg hij het voor elkaar om de raad tot enige maatregelen aan te zetten. Maar na diens vertrek viel Groningen haast automatisch terug op haar eerder ingenomen stelling en stond Van Naarden er weer alleen voor. In 1557 trok Van Naarden zich terug richting het Hof van Holland. 

### Als voorvechter van het Groningse stapelrecht

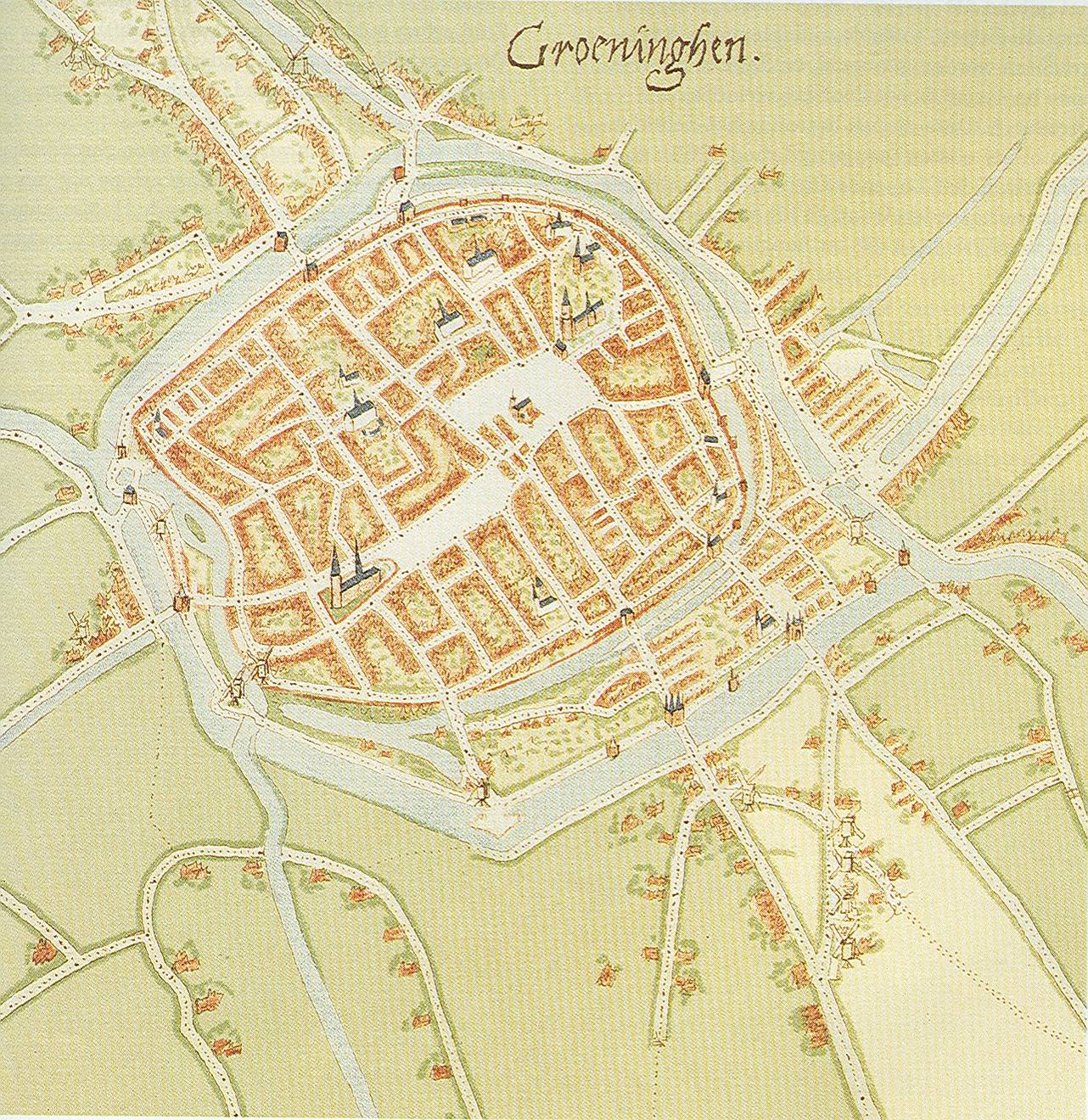
De oudst bekende kaart van de stad Groningen (circa 1565), gemaakt door de cartograaf Jacob van Deventer

Sickinghe was als burgemeester van de stad Groningen een groot voorvechter van het stapelrecht. In de voortdurende strijd tussen de Stad Groningen en de Ommelanden koos hij uitdrukkelijk de kant van de Stad. Hij was in 1558 en 1559 als burgemeester mede verantwoordelijk voor het uitbreiden van het stapelrecht en gebruikte het om de positie van Stad in de Ommelanden veilig te stellen. De rijksgraaf van Arenberg Jan van Ligne (ca.1525-1568) , stadhouder van Friesland, Groningen, Drenthe en Overijssel moest aanzien hoe de spanningen tussen Stad en Ommelanden naar aanleiding van deze discussie steeds verder opliepen. Toen hij in de zomer van 1559 tegelijk met Sickinghe in Gent was voor het vertrek van de koning Phillips II naar Spanje zei hij tegen Sickinghe dat men toch met die vijandelijkheden moest ophouden. Aangezien de onenigheid bleef aanhouden trok de stadhouder begin maart 1960 richting Groningen. Eenmaal aangekomen stelde hij alles in het werk om tot een overeenkomst tussen beide partijen te komen. Het bleek ingewikkelder dan gedacht daar de Stad de afgevaardigden van de Ommelanden niet erkende aangezien zijn hen aanzagen voor gedeputeerden van 'den kleine Frieslande'. Bovendien waren deze Ommelander afgevaardigden buiten toestemming van de Stad aangesteld. Alhoewel stadhouder Aremberg de Ommelander gedeputeerdenvergadering als ongeldig verklaarde, zag hij toch in dat hij de onderhandelaars aan tafel moest krijgen. En dus ging hij met een commissie, bestaande uit Johan Sickinghe en Albert Jarges namens de Stad en Unico Ripperda en Joost Lewe namens de Ommelanden, onderhandelen. Aremberg deed er alles aan om tot een overeenkomst te komen maar kreeg zijn grote spijt niks voor elkaar. De Stad probeerde haar recht aan te tonen door middel van clausules uit de traktaten van Karel van Gelre en Karel V. De Ommelanden overhandigden op haar beurt aan de stadhouder een stuk van 85 artikels waarin zei het pleidooi hielden dat het stapelrecht slechts aan een stad kan worden toegekend door een vorst. Zowel de stadhouder als de burgemeesters en raad van Groningen waren verrast door het uitgebreide stuk van de Ommelanders. De Stad verzocht de stadhouder 2 maanden de tijd te krijgen om een grondige uiteenzetting van hun rechten te kunnen geven. Bovendien wilde zij dat de Hoofdmannenkamer het definitieve besluit zou nemen, en niet de stadhouder wiens competentie op dit onderwerp niet hoog werd ingeschat. Ondanks adviezen van de stadhouder ging de Stad toch eigenwijs verder met haar handelingen omtrent het stapelrecht tot dan toe.  
Na enige tijd kwamen burgemeesters en raad van Groningen met het verweerschrift. Daarin gaf zij aan 'wel degelijk iets te voelen voor de Ommelander stelling dat alle koopmanschap van nature vrij is'. Maar vond zij ook 'dat wanneer steden en landen met elkaar een lichaam vormen, het zo ingericht moest zijn dat beide er voordeel bij hebben'. In hun betoog schreven zei rust en vrede met de Ommelanders na te streven en wezen zij hen op de voordelen van het stapelrecht. Na nog meer overlegde stukken vanuit de kant van de Stad besloot de stadhouder op 18 maart 1560 tot een ontzegging van het recht van parate executie voor de Stad. De Stad hield zich er nauwelijks aan en dus besloot de stadhouder tot een tweede reces. De Stad ondertussen bleef benadrukken dat het een zaak was voor de Hoofdmannenkamer. Deze pogingen wierpen hun vruchten af want de stadhouder ging akkoord en beval dat de zaak zou worden behandeld door Luitenant en Hoofdmannen. De zaak en discussie rondom het stapelrecht zou uiteindeindelijk nog vele tientallen jaren voortduren.  
De kroniek van de Ommelander eigenerfde Abel Eppens ten slotte maakt melding van de bijzonderheid dat de zoon van Johan, Harmen Sickinghe, zich een even groot stadsvijand betoonde als zijn vader een vijand der 'Landen' geweest was. 

### Commissies
Sickinghe had zitting in verschillende commissies, waaronder de commissie tot bescherming van de Dollardijken in 1549. Volgens een acte van stadhouder, hoofdmannen, burgers en de raad der stad Groningen worden Johan Sickinghe, Edzard Rengers, Albert Rolteman en Johan ten Holte aangesteld om maatregelen te nemen tegen de overstromingen van de Dollard en de Eems.

## Huwelijk en kinderen

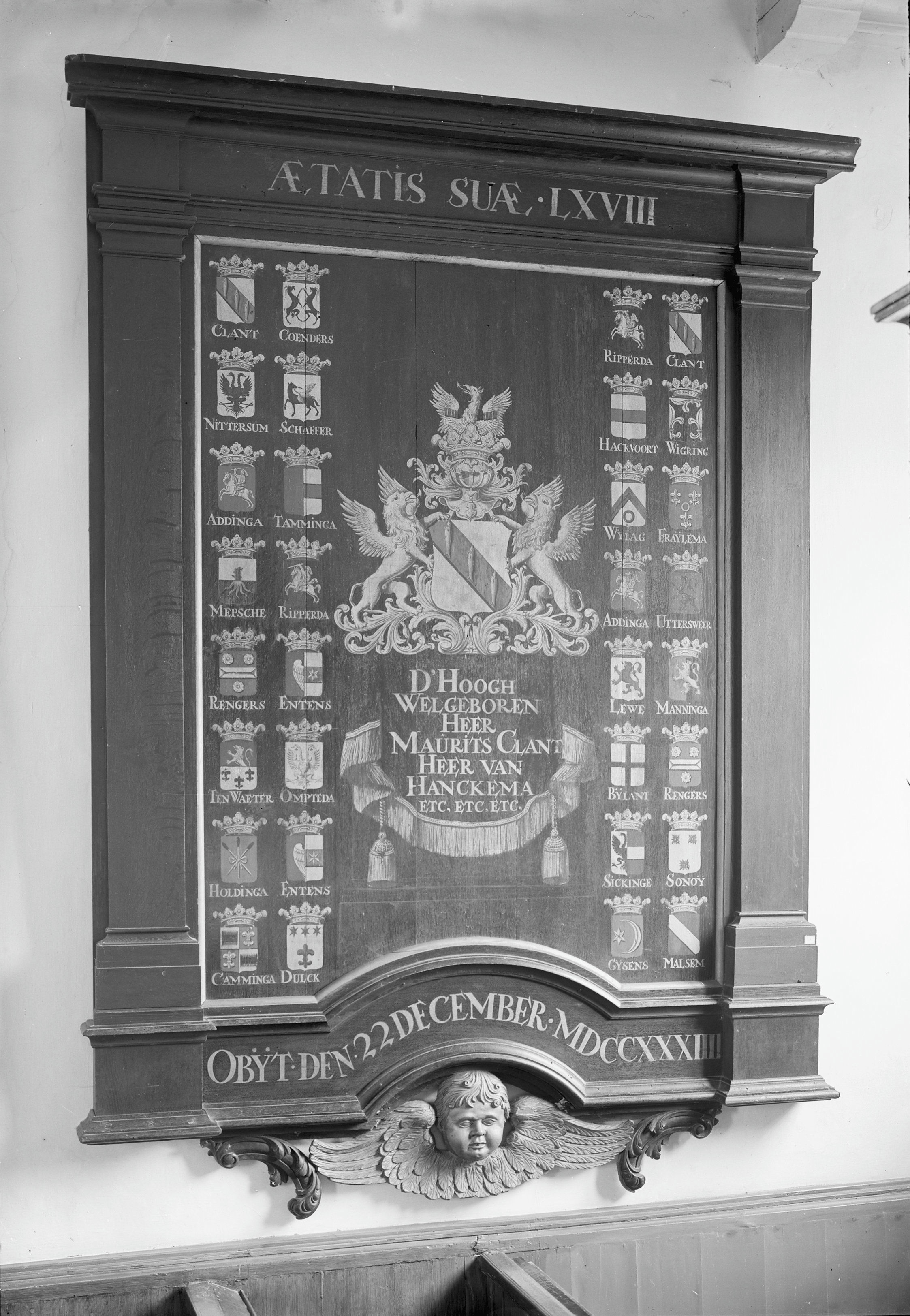
Rouwbord van Maurits Clant (1667-1734), zoon van Derk Jacob Clant en heer van de Hanckemaborg. Rechtsonder het wapen van Sickinghe, refererend aan Wennechien (dochter van Johan Sickinghe). Zij was betovergrootmoeder van Maurits.

Sickinghe trouwde met Anna Gysens (Chiesens); dochter van Harm en N. de Coninck. Samen kregen zij zes kinderen te weten:  
- Trude Sickinghe (ca. 1530), trouwde met Onno Tamminga (ca. 1530 - ca. 1594) op de Tammingaborg
- jonker Harmen Sickinghe (overl. vóór 1606), hoofdeling te Uithuizen, Uithuizermeeden en Zuidwolde, heer van slot Holwinda en borg Beyum, bekend Ommelander politicus en afgevaardigde. Betovergrootvader van de hertog van Ripperda en Grande der eerste klasse, baron Johan Willem Ripperda en oudvader van Ludolph Luirdt baron Ripperda, Spaans ambassadeur te Wenen en Juan María Vicencio, Baron de Ripperdá, brigadegeneraal en gouverneur van Spaans Texas en Honduras.
- Wennechien (Wennigje) Sickinghe (1545-1610), trouwde met Wigbolt Lewe (1540-1604), heer van Peize. Hun dochter Margaretha Lewe (1582-1625) trouwde met Adolph Ripperda (1565-1623). Samen kregen zij een zoon: Maurits Ripperda (1610-1665). Deze Maurits trouwde met Margaretha Clant van Menkema (1619-1642). Hun dochter Margaretha Josina Ripperda (1640-1670) trouwde met de Groningse landjonker Derk Jacob Clant, heer van de Hanckemaborg. Derk en Margaretha waren de ouders van Maurits Clant Heer van Hanckema (1667-1734); lid der Staten-Generaal, gedeputeerde en curator van de Groningse Hogeschool en fel tegenstander van Rudolf de Mepsche (1695-1754).
- jonker Feijo Sickinghe (1546-1579), hovelinck, landedelman, politicus, Ommelander heer en heer van de Warffumborg, vader van de Warffummer joncker Johan Sickinghe (1576-1652)
- Hoicke Sickinghe
- jonker Pieter Sickinghe (†1578), heer van Zuidwolde en borg Beyum, olderman, drossaard en kapitein van de Friese stad Harlingen en grietman van de Friese grietenij Barradeel. Politiek vertegenwoordiger van de Groningse Ommelanden en een der ondertekenaren van de Unie van Brussel op 9 januari 1577.

Johan Sickinghe was de grootvader van jonker Johan Sickinghe (1576-1652); zeer vermogend landedelman en bestuurder te Warffum.

## Galerij

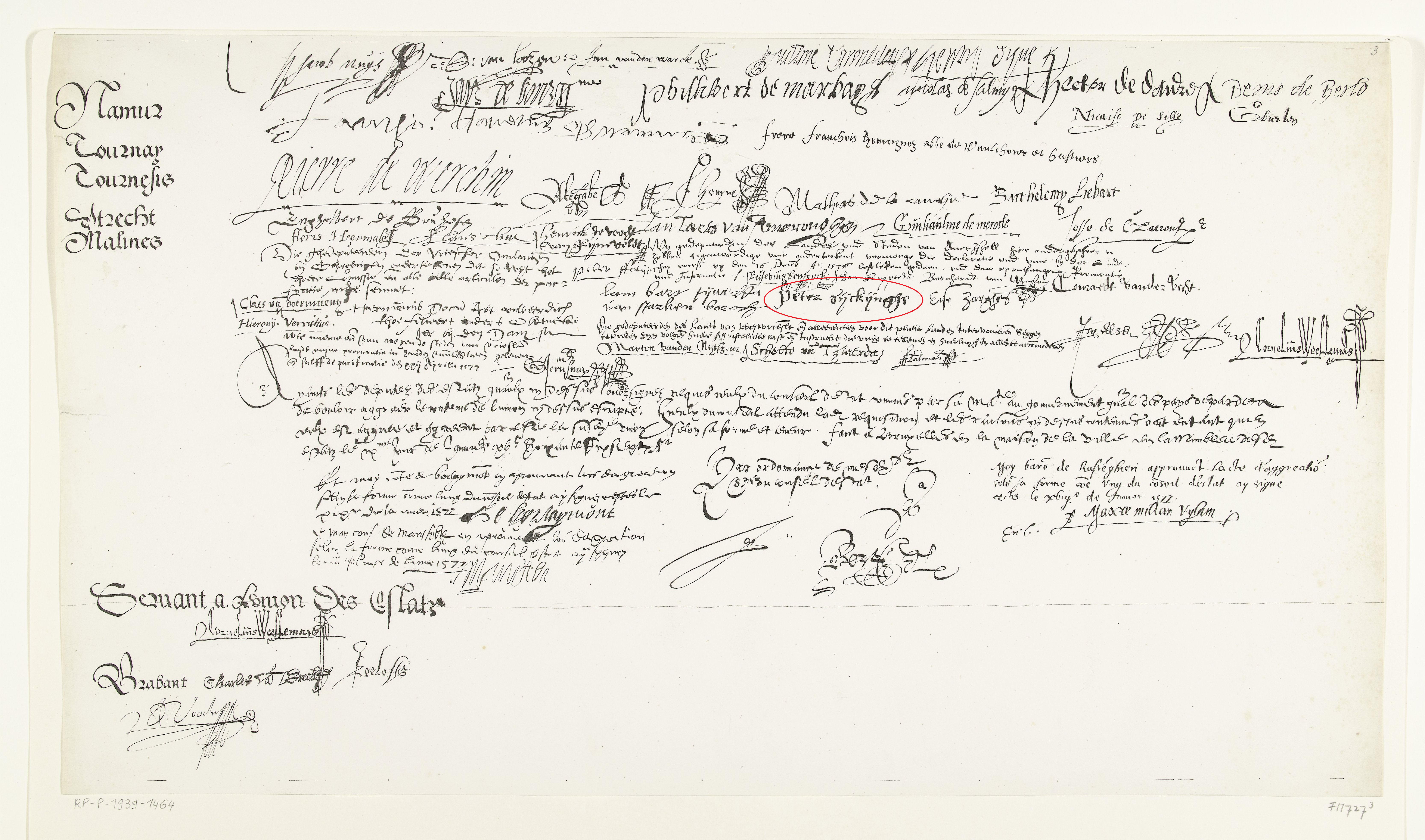
De handtekening van Pieter Sickinghe (zoon van Johan) op het derde blad van de Unie van Brussel te midden van de handtekeningen van Lambert van Starckenborgh (links) en Eysso Jarges (rechts), 9 januari 1577
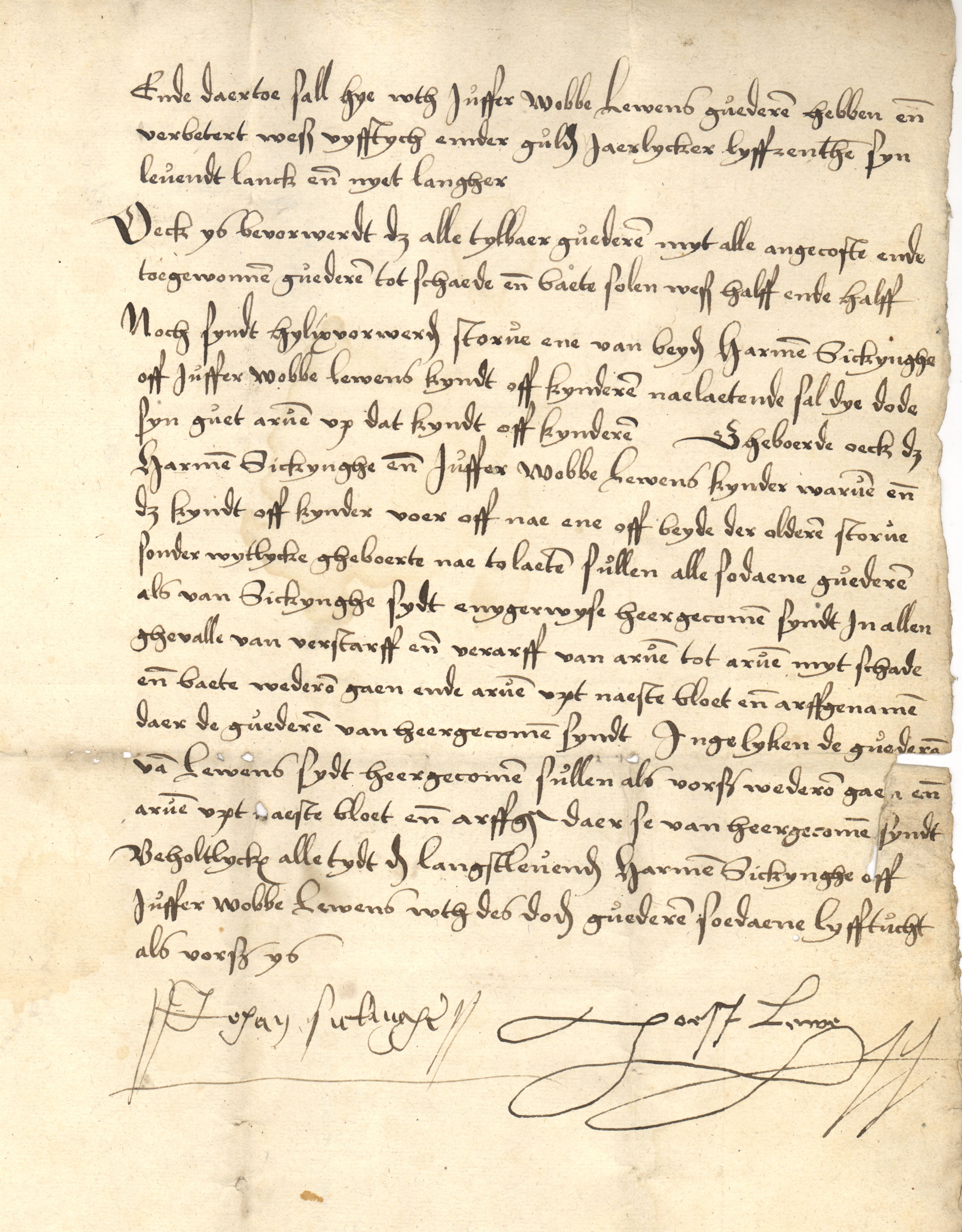
De handtekening van Johan (linksonder) op de laatste pagina van het huwelijkscontract tussen zijn zoon Harmen Sickinghe en Wobbe Lewe, vóór 1567
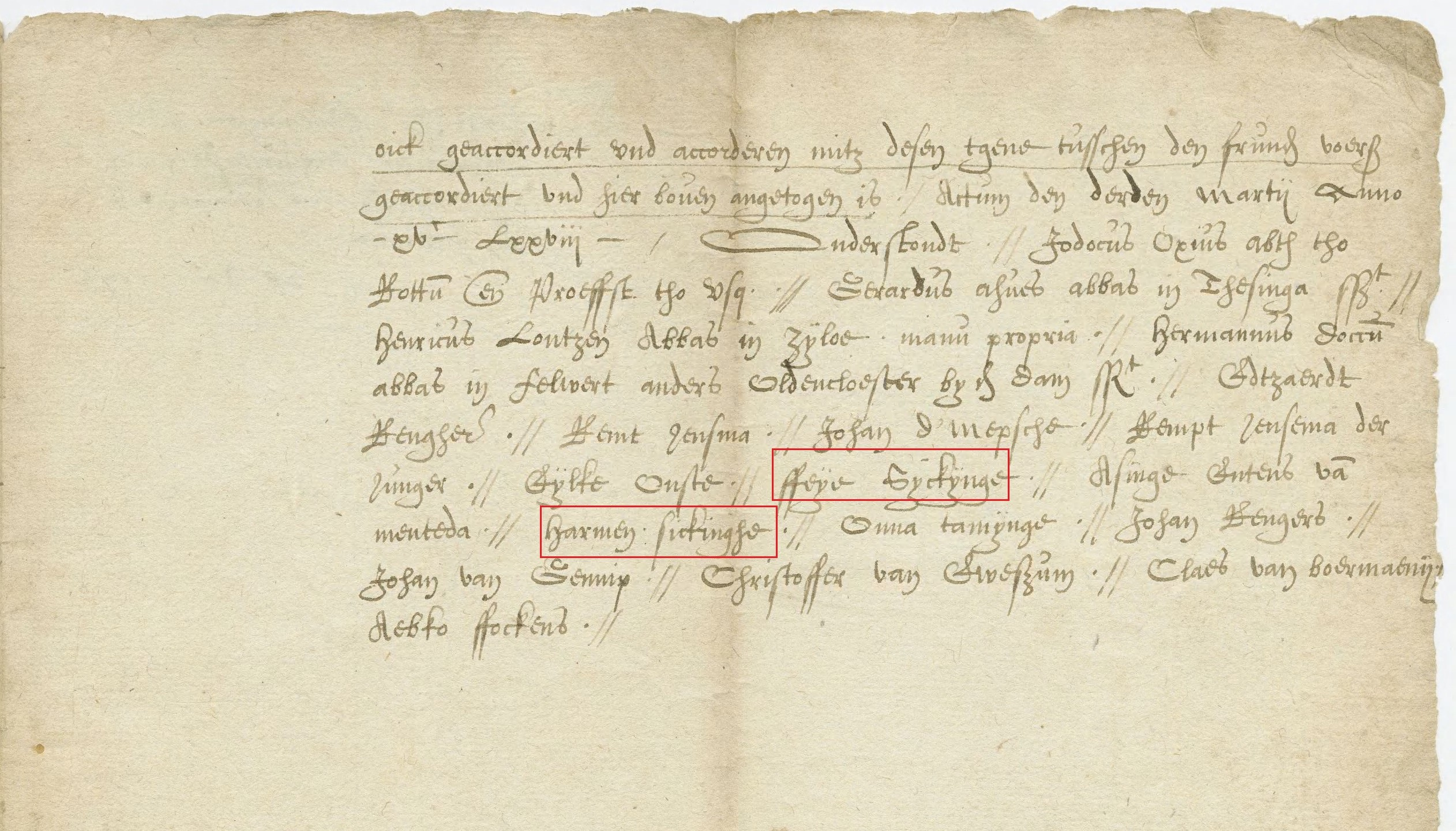
De namen van Harmen en Feijo Sickinghe (zoons van Johan) als gevangengenomen Ommelander edelen op de overeenkomst van vrijlating onder voorwaarden opgesteld door de stad Groningen, 1578
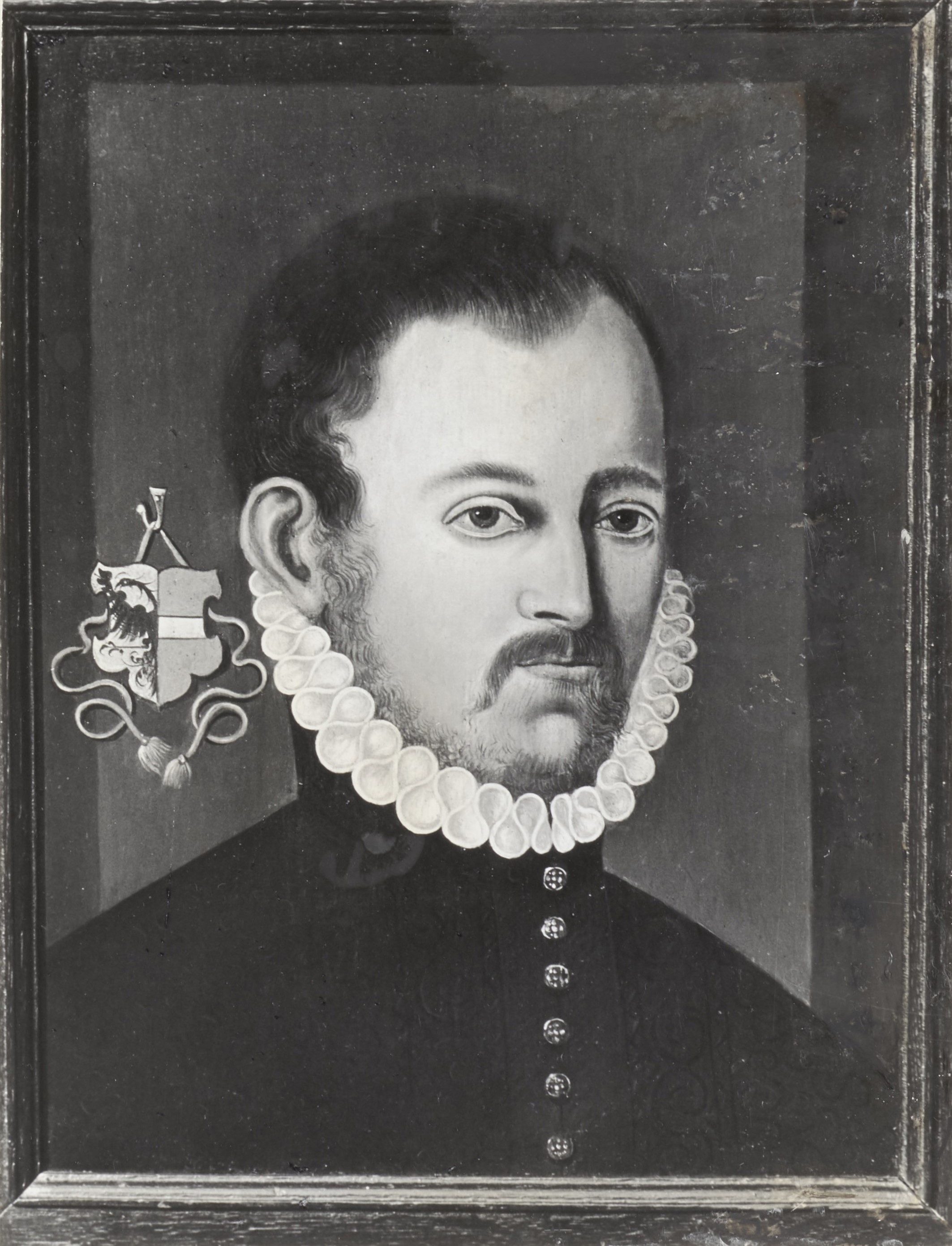
Portret van van Johan III Sickinghe (1576-1652), kleinzoon van Sickinghe
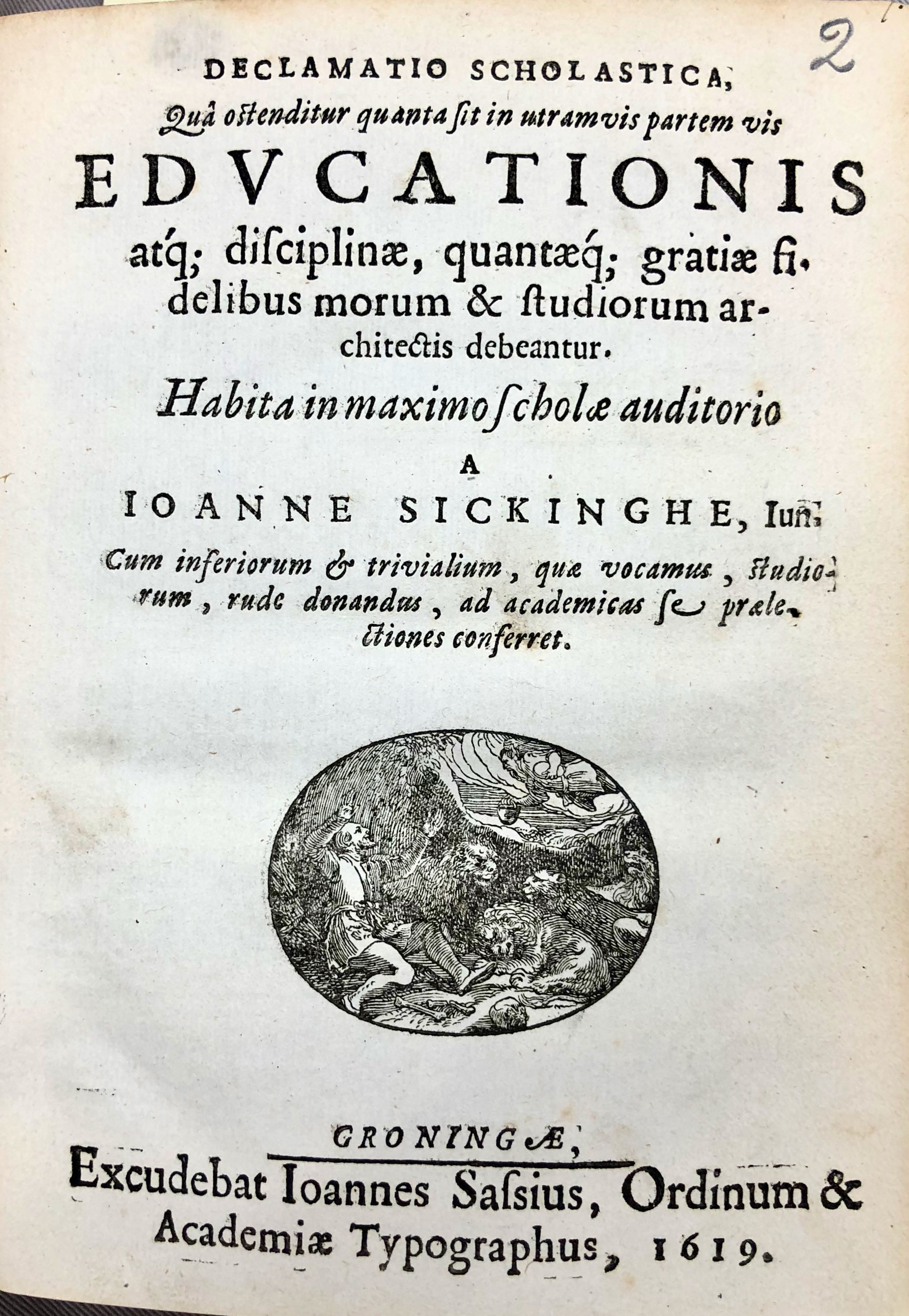
De titelpagina van de toespraak van Johannes Sickinghe (1602), kleinzoon van Sickinghe, bij zijn afscheid van de Latijnse school in 1619

- Biografisch Portaal: 05986523